# Lee Wallard
Leland „Lee“ Wallard (* 7. September 1910 in Schenectady, New York; † 28. November 1963 in Saint Petersburg, Florida) war ein US-amerikanischer Rennfahrer.

## Karriere
Wallard nahm zwischen 1941 und 1954 an 46 Rennen der AAA-National-Serie teil, von denen er sechs gewann. Zwischen 1948 und 1951 startete Wallard viermal beim Indianapolis 500, 1951 gewann er das Rennen und trug sich damit auch in die Formel-1-Siegerliste ein, da die Indy 500 von 1950 bis 1960 zur WM zählten. Nur vier Tage nach seinem Sieg verunglückte er schwer bei einem Sprint-Car-Rennen in Reading (Pennsylvania). Er erlitt schwere Verbrennungen, die ihn für Monate außer Gefecht setzten. Danach versuchte er zunächst, seine Rennkarriere fortzusetzen, er war aber nicht mehr konkurrenzfähig genug.
Nach seinem Rücktritt baute er ein Highway-Restaurant auf und versuchte sich als Renninstruktor. Er starb 1963 an einem Herzinfarkt.

## Statistik

### Grand-Prix-Siege
- 1951  Indianapolis 500 (Indianapolis)

### Indy-500-Ergebnisse
| Jahr | Startnr. | Start | Qual (km/h) | Ergebnis | Runden | Führung | Ausfall  |
| ---- | -------- | ----- | ----------- | -------- | ------ | ------- | -------- |
| 1948 | 67       | DNQ   |             |          |        |         |          |
| 1948 | 91       | 28    | 206,653     | 7        | 200    | 0       |          |
| 1949 | 6        | 20    | 207,442     | 23       | 55     | 19      | Getriebe |
| 1950 | 8        | 23    | 213,106     | 6        | 136    | 0       |          |
| 1951 | 99       | 2     | 217,290     | 1        | 200    | 159     |          |
| 1954 | 99       | DNQ   |             |          |        |         |          |

| Legende  | Legende            | Legende                                                          |
| Farbe    | Abkürzung          | Bedeutung                                                        |
| -------- | ------------------ | ---------------------------------------------------------------- |
| Gold     | –                  | Sieg                                                             |
| Silber   | –                  | 2. Platz                                                         |
| Bronze   | –                  | 3. Platz                                                         |
| Grün     | –                  | Platzierung in den Punkten                                       |
| Blau     | –                  | Klassifiziert außerhalb der Punkteränge                          |
| Violett  | DNF                | Rennen nicht beendet (did not finish)                            |
| Violett  | NC                 | nicht klassifiziert (not classified)                             |
| Rot      | DNQ                | nicht qualifiziert (did not qualify)                             |
| Rot      | DNPQ               | in Vorqualifikation gescheitert (did not pre-qualify)            |
| Schwarz  | DSQ                | disqualifiziert (disqualified)                                   |
| Weiß     | DNS                | nicht am Start (did not start)                                   |
| Weiß     | WD                 | zurückgezogen (withdrawn)                                        |
| Hellblau | PO                 | nur am Training teilgenommen (practiced only)                    |
| Hellblau | TD                 | Freitags-Testfahrer (test driver)                                |
| ohne     | DNP                | nicht am Training teilgenommen (did not practice)                |
| ohne     | INJ                | verletzt oder krank (injured)                                    |
| ohne     | EX                 | ausgeschlossen (excluded)                                        |
| ohne     | DNA                | nicht erschienen (did not arrive)                                |
| ohne     | C                  | Rennen abgesagt (cancelled)                                      |
| ohne     | keine WM-Teilnahme |                                                                  |
| sonstige | P/fett             | Pole-Position                                                    |
| sonstige | 1/2/3/4/5/6/7/8    | Punktplatzierung im Sprint-/Qualifikationsrennen                 |
| sonstige | SR/kursiv          | Schnellste Rennrunde                                             |
| sonstige | *                  | nicht im Ziel, aufgrund der zurückgelegten Distanz aber gewertet |
| sonstige | ()                 | Streichresultate                                                 |
| sonstige | unterstrichen      | Führender in der Gesamtwertung                                   |